# Ficus gracilis
Ficus gracilis es una especie de la familia Ficidae. Es un gasterópodo molusco.
Se localiza en Indonesia. Sus dimensiones son de 105 mm.
- Datos: Q2705909
- Multimedia: Ficus gracilis / Q2705909